# Sadegh Scharafkandi
Sadegh Scharafkandi (persisch صادق شرفکندی, kurdisch Mihemed Sadiq Şerefkendî, auch bekannt als Dr. Said; * 11. Januar 1938 bei Bukan; † 17. September 1992 in Berlin) war ein kurdischer Politiker aus dem Iran. Er war Vorsitzender der Demokratischen Partei Kurdistan-Iran.

## Leben
Die Grund- und Mittelschule besuchte er in Mahabad. 1959 machte er in Teheran sein Diplom der Chemie. Scharafkandi war dann bis 1965 Chemielehrer in den Städten Urmia und Mahabad. Wegen seiner politischen Aktivitäten wurde er durch die Regierung erst nach Arak und dann nach Karadsch versetzt. Später wurde er zum Dozenten für Chemie in Teheran ernannt.
1972 ging Scharafkandi zum Promovieren nach Frankreich, wo er 1973 Abdul Rahman Ghassemlou kennenlernte und wo er dann 1976 an der Universität Pierre und Marie Curie seinen Ph.D. in Analytischer Chemie bekam. Er kehrte im gleichen Jahr in den Iran zurück.
1979 verließ er nach der Islamischen Revolution und der Flucht des iranischen Schahs Teheran, schloss sich der kurdischen Bewegung an und wurde zum Mitglied des Zentralkomitees der DPK-I gewählt. 1980 stieg er in das Politbüro der Partei auf. Nachdem Verhandlungen über eine kurdische Autonomie mit der Teheraner Regierung scheiterten, brachen Kämpfe aus. Teheran hatte im August 1979 den „Dschihad“ gegen die DPK-I und andere kurdischen Organisationen erklärt.

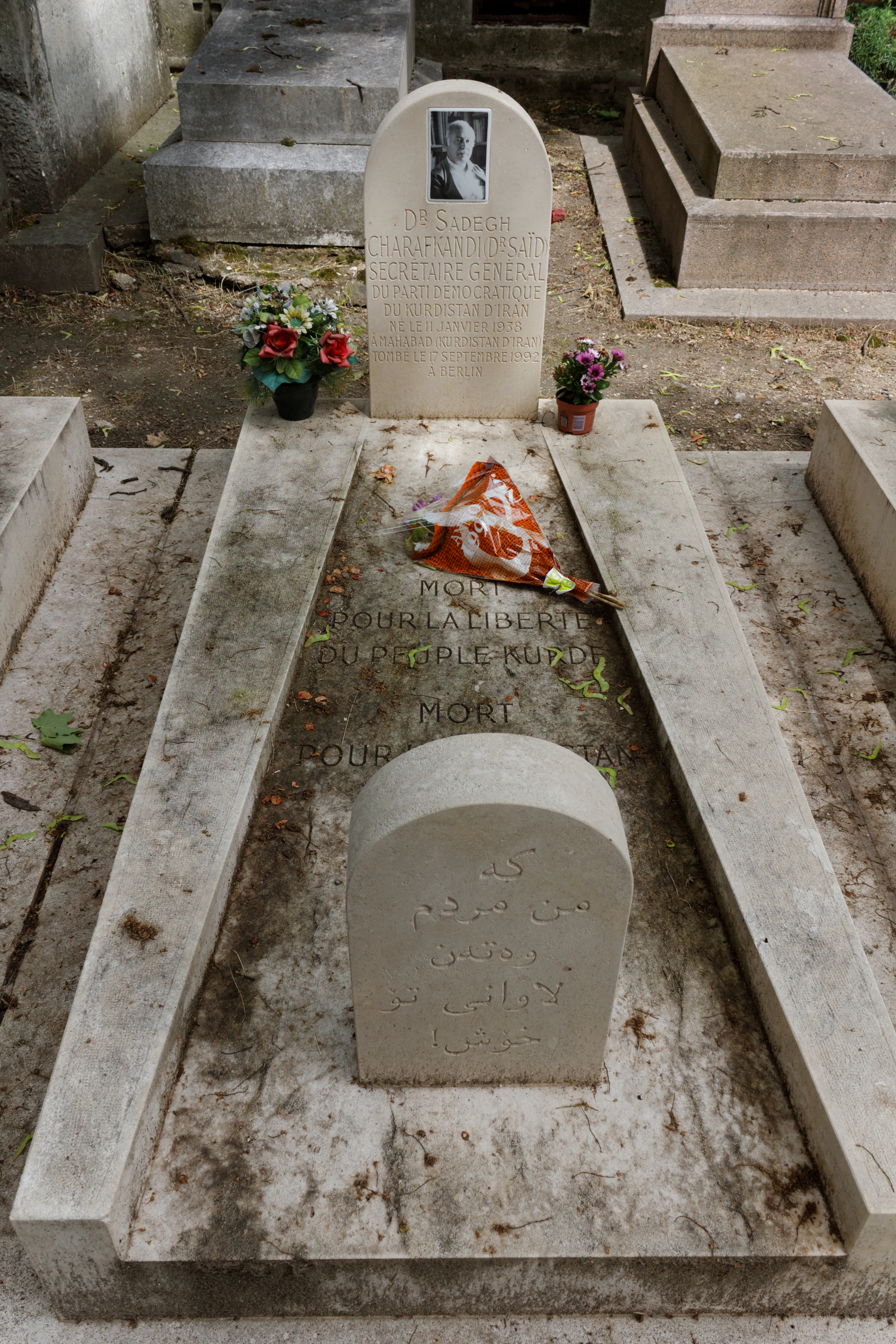
Grab Scharafkandis in Paris

Nach der Ermordung Abdul Rahman Ghassemlous 1989 durch iranische Agenten in Wien, übernahm Scharafkandi kommissarisch den Parteivorsitz der DPK-I. Auf dem IX. Parteikongress Ende 1991 wurde er dann zum Vorsitzenden gewählt. 1992 reiste er nach Berlin, um vom 15. bis 17. September an einer Versammlung der Sozialistischen Internationale teilzunehmen. Wenige Stunden nach Beendigung der Versammlung wurden Scharafkandi und andere Politiker bei einem Essen im Restaurant Mykonos durch iranische Agenten erschossen. Ali Schirasi berichtet in seinem Blog unter Bezug auf die iranische Nachrichtenseite news.gooya.com vom 16. August 2017, dass die Gedenktafel an den Mykonos-Mord in Berlin von Personen im Auftrag des iranischen Regimes zerstört wurde. Auch der Leiter des Mordkommandos an Rahman Ghassemlou, Mohammad Jafari Sahrarudi, hat im Iran inzwischen eine beachtliche Karriere gemacht.

## Familie
Scharafkandi war verheiratet und hatte drei Kinder. Neben Kurdisch sprach er fließend Persisch, Arabisch, Türkisch und Französisch. Sein Bruder war der bekannte Dichter Hejar.